# 島田行雄 (政治家)
島田 行雄（しまだ ゆきお、1946年（昭和21年）3月3日 - ）は、日本の政治家。埼玉県ふじみ野市元市長。元大井町長（5期）、元大井町議（2期）。

## 人物・経歴
1946年生まれ。埼玉県大井町出身。立教大学卒業。
埼玉県大井町議会議員2期、大井町長5期を務める。
大井町と上福岡市の合併に伴う、埼玉県ふじみ野市市長選挙に立候補し、2005年11月13日、ふじみ野市市長選挙の投開票が行われ、初代市長に当選した。